# حرب النجوم الجزء السادس: عودة الجيداي
حرب النجوم الجزء السادس: عودة الجيداي (بالإنجليزية: Star Wars Episode VI: Return of the Jedi)‏ هو فيلم صدر عام 1983 للمخرج ريتشارد ماركاند وكتبه جورج لوكاس ولورانس كازدان. وهو الفيلم الثالث الذي يصدر في حرب النجوم والسادس من حيث التسلسل الزمني الداخلي. وهو أيضا أول فيلم يستخدم فيه تكنولوجيا THX.

## روابط خارجية
- حرب النجوم الجزء السادس: عودة الجيداي على موقع IMDb (الإنجليزية)
- حرب النجوم الجزء السادس: عودة الجيداي على موقع ميتاكريتيك (الإنجليزية)
- حرب النجوم الجزء السادس: عودة الجيداي على موقع الموسوعة البريطانية (الإنجليزية)
- حرب النجوم الجزء السادس: عودة الجيداي على موقع روتن توميتوز (الإنجليزية)
- حرب النجوم الجزء السادس: عودة الجيداي على موقع نتفليكس (الإنجليزية)
- حرب النجوم الجزء السادس: عودة الجيداي على موقع قاعدة بيانات الأفلام العربية
- حرب النجوم الجزء السادس: عودة الجيداي على موقع ألو سيني (الفرنسية)
- حرب النجوم الجزء السادس: عودة الجيداي على موقع Turner Classic Movies (الإنجليزية)
- حرب النجوم الجزء السادس: عودة الجيداي على موقع أول موفي (الإنجليزية)
- حرب النجوم الجزء السادس: عودة الجيداي على موقع بوكس أوفيس موجو (الإنجليزية)